# Cabin Creek Ranger Residence and Dormitory
La Cabin Creek Ranger Residence and Dormitory, ou Cabin Creek Ranger Station, est une station de rangers du comté de Tulare, en Californie, dans l'ouest de États-Unis. Protégée au sein du parc national de Sequoia, elle est inscrite au Registre national des lieux historiques depuis le 27 avril 1978. Cette station de rangers servait de base de repos et de dortoir aux personnels chargés de la préservation du site.